# 金剛場陀羅尼経

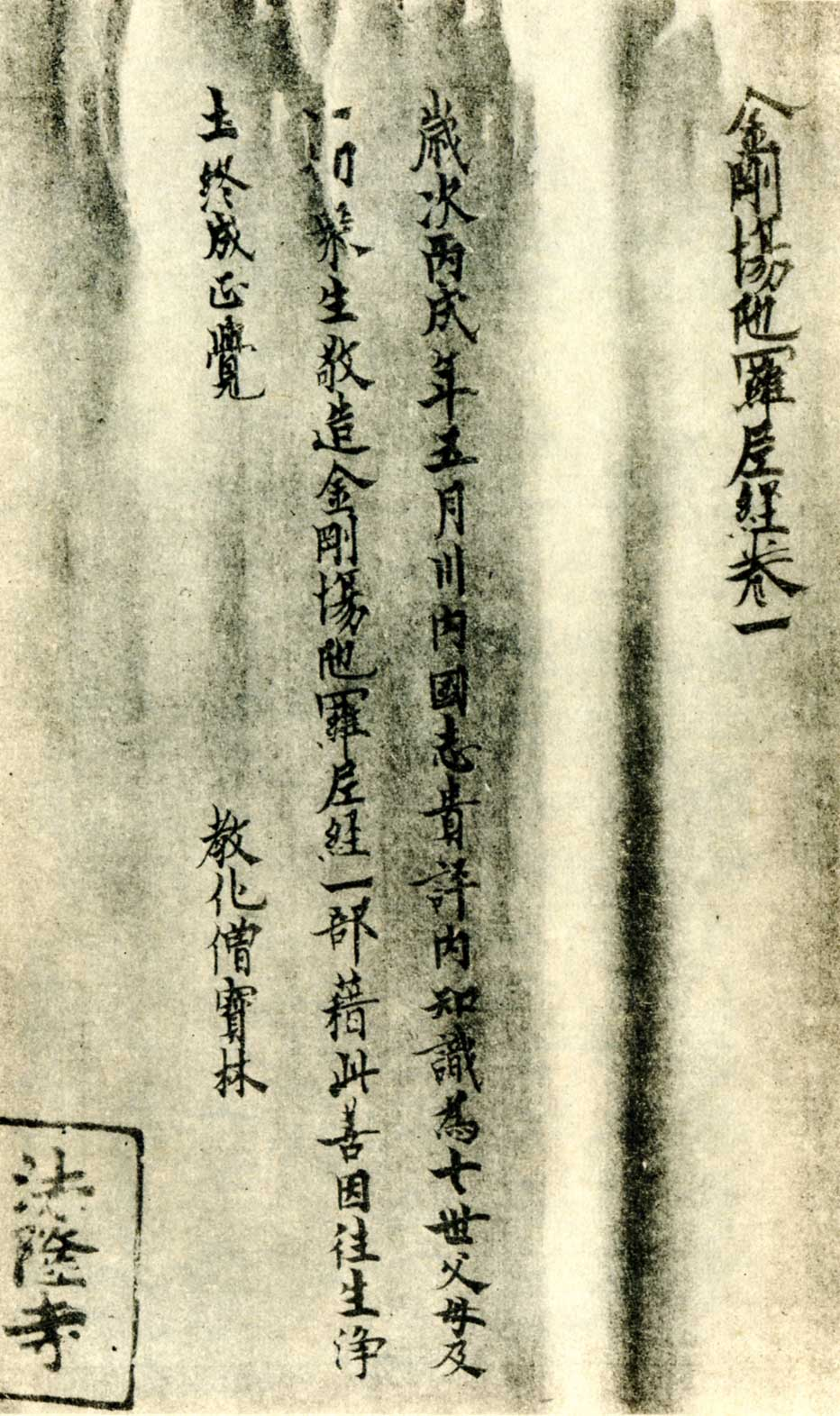

金剛場陀羅尼経（こんごうじょうだらにきょう）は隋の闍那崛多が漢訳した雑密経典である。本項では日本の文化庁が保管する、同経の飛鳥時代の写本について述べる。

## 写本
一巻からなる飛鳥時代後期（白鳳期）の写経が日本の国宝に指定されている。縦26.1cm、全長7.12mまたは688.7cm。現存する日本最古の写経。紙に書かれた現存する日本の文献として最古に類し、聖徳太子筆とされる三経義疏に次ぐとされる。1951年6月9日に国宝に指定。「小川本金剛場陀羅尼経」とも呼ばれる。
料紙は縦26センチ、長さ46センチほどの麻紙を用い、淡墨界を引き、1行17字に書写する。料紙は15紙をつなぎ、行数は1紙あたりおおむね27行とする。ただし、誤植の手直し等を行ったためか、行数が27より少ない料紙もある。巻末の第15紙には、本文と同筆で、以下の奥書（願文）が書写される。
歳次丙戌年五月、川内国志貴評内知識、為七世父母及一切衆生、敬造金剛場陀羅経一部、藉此善因往生浄土終成正覚。教化僧宝林。
（読み下し）歳（ほし）は丙戌に次（やど）る年の五月、川内国志貴評（しきのこおり）内の知識、七世父母及び一切衆生の為、敬（つつし）みて金剛場陀羅経一部を造る、此の善因を藉（か）りて浄土に往生し終に正覚を成さんことを。教化僧宝林。
「川内国」は「河内国」に同じ。「志貴評」は、大阪府八尾市付近を指す地名と推定される。同市には「志紀」の地名が残る。「知識」とは仏教を信じ、その教化活動に協力する者の集団を意味する。
「丙戌年」については、686年、746年などが該当するが、「郡」の意味で「評」字を用いるのは、律令制度以前の用字であることから、本経の書写年次は大宝令以前の686年（朱鳥元年）とするのが定説である。この写経が、浄御原律令下に「評（コオリ）」という地方組織の単位があったことを示す史料の一つでもある。
玄奘に指導を受けた道照が持ち帰ったものではないかとされる。「法隆寺一切経」の黒印があることから法隆寺に伝来していたと考えられるが、巷間に流出して個人蔵となっていた。2005年に文化庁が京都市の個人から5億4000万円で購入した。

### 書風
中国・六朝時代の書風を留めているとともに、初唐の書風がとり入れられており欧陽詢もしくは欧陽通・欧陽詢親子の影響が見られる。
書道史研究者の魚住和晃は、字形の分析結果をふまえ、本経の書体は写経体ではなく、初唐の欧陽詢の書風に近いとする。また、「長谷寺銅板法華説相図」の銘の書体との類似も指摘されている。「教化僧」の「宝林」が本経の筆者であるか否かは不明である。前出の魚住和晃は、「郡」の意味で「評」字を用いるのは朝鮮の用法であるから、筆者は朝鮮系の渡来人であろうと述べている。